# Ōza 2008
L'Ōza 2008 è stata la cinquantaseiesima edizione del torneo goistico giapponese Ōza.

## Svolgimento

### Fase preliminare
La fase preliminare serve a determinare chi accede al torneo per la selezione dello sfidante. Consiste in una serie di tornei preliminari iniziali, i cui vincitori si qualificano al torneo per la determinazione dello sfidante.
- W indica vittoria col bianco
- B indica vittoria col nero
- X indica la sconfitta
- +R indica che la partita si è conclusa per abbandono
- +N indica lo scarto dei punti a fine partita
- +F indica la vittoria per forfeit
- +T indica la vittoria per timeout
- +? indica una vittoria con scarto sconosciuto
- V indica una vittoria in cui non si conosce scarto e colore del giocatore

|  | Primo turno      | Primo turno      | Primo turno |  |  | Secondo turno   | Secondo turno   | Secondo turno   |     |              | Semifinali   | Semifinali | Semifinali |  |  | Finale | Finale | Finale |
|  |                  |                  |             |  |  |                 |                 |                 |     |              |              |            |            |  |  |        |        |        |
|  | Cho Chikun       |                  |             |  |  |                 |                 |                 |     |              |              |            |            |  |  |        |        |        |
|  | Satoshi Yuki     | Satoshi Yuki     | W+R         |  |  | Satoshi Yuki    | Satoshi Yuki    | B+0,5           |     |              |              |            |            |  |  |        |        |        |
|  | Shinji Takao     | Shinji Takao     | W+R         |  |  | Shinji Takao    | Shinji Takao    |                 |     |              |              |            |            |  |  |        |        |        |
|  | Rin Kono         | Rin Kono         |             |  |  |                 |                 |                 |     | Satoshi Yuki | Satoshi Yuki |            |            |  |  |        |        |        |
|  | Tetsuya Kiyonari | Tetsuya Kiyonari |             |  |  |                 | Cho U           | Cho U           | B+R |              |              |            |            |  |  |        |        |        |
|  | Cho U            | Cho U            | W+R         |  |  | Cho U           | Cho U           | B+R             |     |              |              |            |            |  |  |        |        |        |
|  | Toshiya Imamura  | Toshiya Imamura  |             |  |  | Norimoto Yoda   | Norimoto Yoda   |                 |     |              |              |            |            |  |  |        |        |        |
|  | Norimoto Yoda    | Norimoto Yoda    | W+4,5       |  |  |                 |                 |                 |     |              | Cho U        | Cho U      | W+R        |  |  |        |        |        |
|  | Yūta Iyama       | Yūta Iyama       | W+R         |  |  |                 | Yūta Iyama      | Yūta Iyama      |     |              |              |            |            |  |  |        |        |        |
|  | Iso Ko           | Iso Ko           |             |  |  | Yūta Iyama      | Yūta Iyama      | B+R             |     |              |              |            |            |  |  |        |        |        |
|  | Kim Sujun        | Kim Sujun        | W+6,5       |  |  | Kim Sujun       | Kim Sujun       |                 |     |              |              |            |            |  |  |        |        |        |
|  | Satoru Kobayashi | Satoru Kobayashi |             |  |  |                 |                 |                 |     | Yūta Iyama   | Yūta Iyama   | W+R        |            |  |  |        |        |        |
|  | Kimio Yamada     | Kimio Yamada     |             |  |  |                 | Hironari Nakano | Hironari Nakano |     |              |              |            |            |  |  |        |        |        |
|  | Naoki Hane       | Naoki Hane       | W+R         |  |  | Naoki Hane      | Naoki Hane      |                 |     |              |              |            |            |  |  |        |        |        |
|  | Hironari Nakano  | Hironari Nakano  | W+5,5       |  |  | Hironari Nakano | Hironari Nakano | B+1,5           |     |              |              |            |            |  |  |        |        |        |
|  | Rin Kaiho        |                  |             |  |  |                 |                 |                 |     |              |              |            |            |  |  |        |        |        |

### Finale
La finale è una sfida al meglio delle cinque partite.